# 钩子与鳕鱼战争
钩子与鳕鱼战争（荷兰语：Hoekse en Kabeljauwse twisten，英语文献中有时半音译为Hoecks and Cabbeljaws）指1350至1490年间荷兰伯国爆发的一系列内战。这一系列冲突的核心是荷兰伯爵的爵位继承问题。其中，鳕鱼派主要由荷兰境内较为进步的城市势力组成（如莱顿、哈勒姆、多德雷赫特、阿姆斯特丹等），而钩子派则代表了保守的贵族阶层。

维特尔斯巴赫家族治下巴伐利亚的盾徽，可能是“鳕鱼派”得名的由来

关于"鳕鱼派"名称的起源至今未有定论，但它很可能源于鳕鱼词义的再解释。一种观点认为其得名于巴伐利亚纹章上类似鱼鳞的网格状图案，另一种解释则指出贵族阶层将当时日益壮大的城市中产阶级比作贪得无厌的鳕鱼——这种鱼类体型越大食量越增，食量越增体型越大，生动体现了贵族阶层对当时社会阶层变动的认知。至于"钩子派"的称谓，则直接来源于捕鳕鱼时使用的钩形工具，象征着和鳕鱼派的对抗。
这场冲突始于1345年荷兰伯爵威廉四世去世后，因为没有合法子嗣而在其姐兼继承人玛格丽特与玛格丽特之子维特尔斯巴赫家族的威廉之间于1349年爆发的继承权争端。这场争端从深层反映出了荷兰城市资产阶级与封建贵族阶层的对立。
随着尼德兰地区（尤其是荷兰伯国）的王朝继承危机加剧，冲突持续升级。1430年前后，围绕巴伐利亚的雅克利娜与勃艮第公爵菲利普三世的继承权争议不断摩擦升温。1433年菲利普三世与雅克利娜签订海牙条约，规定此后埃诺与荷兰伯国成为勃艮第尼德兰的一部分。勃艮第公爵大胆查理之女玛丽去世后，在其夫哈布斯堡的马克西米利安一世摄政期间（1482年起），荷兰的动荡局势不断激化。1490年7月，弗朗斯·范布雷德罗德领导的钩子派起义（法国乡绅战争）被镇压，标志着钩子与鳕鱼战争的终结，鳕鱼派取得了最终的胜利。

## 威廉四世统治的余波（1345-1349）

### 威廉四世在荷兰的统治和对乌德勒支的战争
1337年，威廉四世继承其父爵位成为荷兰、泽兰及埃诺伯爵。这位伯爵任上频繁发动战争、四处征伐并热衷骑士比武，导致荷兰财政陷入严重混乱。在政务决策上，他长期依赖顾问威廉·范杜文福德及其姻亲集团——包括瓦瑟纳尔、波拉嫩、布雷德罗德与布霍斯滕等家族，此举严重损害了阿尔克尔、埃格蒙德、海姆斯凯尔克及瓦特林根等传统贵族势力的利益。  
1342年，阿尔克尔的约翰就任乌得勒支主教后，他开始着手恢复教区的世俗权力。为遏制其势力壮大，威廉伯爵联合他在乌得勒支城内的许多支持者于1345年7月8日发动了对乌德勒支城的围攻。在围攻了六周后双方达成停战协议，约定休战至同年11月11日，作为条件，乌得勒支市民须向伯爵公开请罪。  

约1350年的荷兰伯国

随后威廉试图重建对弗里斯兰地区的控制权。1345年9月26日，他率军横渡须德海在斯塔佛伦登陆，却在沃恩斯战役中遭遇惨败：伯爵本人也不幸阵亡，残部溃退，仅有其叔父博蒙特的约翰成功脱险。威廉之死并未终结与乌得勒支的冲突，停战期满后，乌德勒支主教迅速镇压了伯爵在教区内的残余势力，并迫使相关家族支付巨额赔款。 

### 威廉四世的继承人
威廉四世死后无合法子嗣，因此神圣罗马皇帝路易四世需裁定荷兰伯国的继承人选。候选者包括威廉的叔父博蒙特的约翰或其四位胞妹：埃诺女伯爵玛格丽特二世（长姐兼皇帝之妻）、英格兰王后菲莉帕（嫁予爱德华三世）、于利希公爵夫人约翰娜（嫁予威廉五世）及那慕尔伯爵夫人伊莎贝尔（1323–1361）。1346年1月，皇帝以"长姐及第一继承人"为由，将荷兰等三块伯爵领地授予皇后玛格丽特。  
其间博蒙特的约翰已控制埃诺地区，使玛格丽特对该地的继承相对顺利。1346年2月，荷兰与泽兰在海特鲁登贝赫议会中承认玛格丽特的继承权。同年3月玛格丽特进驻埃诺，4月进入荷兰与泽兰领地，并与乌得勒支达成新休战协议，该协议自1346年7月20日起生效。
1346年9月，玛格丽特任命次子巴伐利亚公爵威廉一世（1330–1389）为荷兰、泽兰及埃诺三地的摄政，同时确立其为法定继承人。威廉自此在官方文书中始终冠以"候任领主"（verbeydende）头衔。  

### 荷兰与泽兰的骚乱
巴伐利亚威廉的摄政统治引发了一系列危机。1347年10月路易四世驾崩后，英格兰国王爱德华三世与于利希公爵借机提出对威廉四世遗产的继承主张，并与新皇帝卢森堡的查理四世结盟。荷兰本土贵族乘势重启封建私战，因其对摄政政府偏袒特定家族的政策积怨已久，两郡迅速陷入无政府状态，财政体系彻底崩溃。
荷兰对乌得勒支的战事亦告失利。1348年7月20日休战期满后，28日荷军在埃姆内斯战败，该村重归乌得勒支管辖。巴伐利亚的威廉的军队焚毁于特法斯村作为报复，乌得勒支军则劫掠多个荷兰村庄。战事最终以延续至11月11日的新休战协议告终。  

## 玛格丽特与威廉五世的爵位争夺（1349-1357）

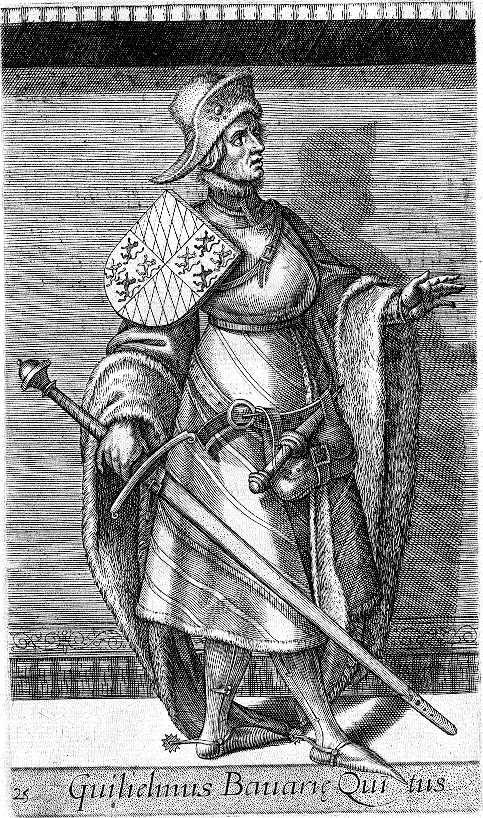
巴伐利亚-斯特劳宾公爵威廉一世（1330-1389），亦是荷兰伯爵威廉五世

### 威廉的首次争位（1349–1350年）
1349年，玛格丽特决定将荷兰与泽兰伯爵头衔让予次子巴伐利亚的威廉（称威廉五世），她自己则保留埃诺伯爵头衔并让威廉担任埃诺的摄政，而条件是威廉需一次性支付15,000荷兰盾并承诺每年缴纳6,000荷兰盾。但博蒙特的约翰与荷兰诸城拒绝接受此协议，威廉遂自行宣布继承荷兰与泽兰伯爵之位。埃格蒙德、海姆斯凯尔克及瓦特林根等家族（即日后鳕鱼派的核心力量）从此开始登上历史舞台。  
同年3月25日，乌得勒支主教再度进攻荷兰，围攻并焚毁小城奥德瓦特。荷军反攻斯洪霍芬失利，最终于8月24日签订休战协议，约定停火至1350年11月11日。 玛格丽特此时已从巴伐利亚返回埃诺，在勒凯努瓦召见威廉。1350年4月，威廉向母亲请罪并放弃荷兰相关的事务，但玛格丽特的干涉未能消解这些派系的根本矛盾。
1350年8月23日，鳕鱼派贵族克拉斯·范德拉肯堡遇刺身亡。代尔夫特及其盟友随即发动报复性袭击，劫掠敌对势力并扣押人质，随后更擅自以车轮刑处决囚犯。此举公然侵犯了荷兰伯爵专属的高等司法权。与此同时，部分贵族与乌得勒支主教密谋反叛荷兰。1350年9月，玛格丽特与威廉齐聚海特勒伊登贝赫。9月27日，威廉正式宣布放弃荷兰和泽兰的伯爵头衔。波拉嫩的约翰与迪尔克·范布雷德罗德等领主的派系随即向玛格丽特效忠，并于同月签署《钩子派联盟条约》。反对派的贵族与城市则组建鳕鱼联盟，现存最早的鳕鱼派盟约文书可追溯至1350年11月。
玛格丽特与钩子派试图以海特勒伊登贝赫为基地来恢复荷兰的秩序，但代尔夫特及其盟友拒不服从，并声称他们的所有行动均奉"合法伯爵威廉"之命。在之后玛格丽特召集的贵族会议上，威廉拒绝承认他们的授权，并向代尔夫特等城发出公开信要求臣服。代尔夫特等城市扣押信件，并与乌得勒支主教密谋焚毁海牙的国会议事堂。
玛格丽特驻留海特勒伊登贝赫至10月23日，面对荷兰艾瑟尔河北岸的代尔夫特等城公开叛乱，玛格丽特召集南岸各城镇代表至多德雷赫特。1350年10月，该地举行仪式以重申威廉的退位决定，随后玛格丽特将威廉遣返至埃诺。不久后，玛格丽特转赴泽兰恢复当地秩序，在济里克泽接受效忠并审理案件期间，她召见威廉与博蒙特的约翰，提议由后者出任荷兰、泽兰及弗里斯兰摄政，但要求保留高等司法权。博蒙特的约翰拒绝此条件，双方最终返回埃诺。
1350年10月，玛格丽特开始与英格兰国王爱德华三世谈判，以交换临时管辖权为条件拟借其武力镇压荷兰、泽兰及弗里斯兰等地的叛乱。

### 威廉的反叛
听闻博蒙特的约翰可能会出任摄政后，威廉担忧其继承权可能会被彻底剥夺。在赫拉德·范赫拉尔建议下，威廉于1351年2月1日至2日深夜，在赫拉德·范赫拉尔与赫拉德·范梅克瑟姆的协助下，从埃诺阿特镇的布尔班城堡成功逃脱。他随即与鳕鱼派正式结盟，获其承认为合法伯爵，并与乌得勒支主教公开结盟。
玛格丽特对威廉的叛乱迅速做出反应，她宣布次子路易为正式继承人，并立刻向英格兰求援。1351年初，玛格丽特携路易及博尔瑟伦领主进军多德雷赫特，试图再次镇压威廉。尽管多德雷赫特、米德尔堡与济里克泽支持玛格丽特，但威廉在肯讷默兰与西弗里斯兰地区获得了当地居民的认可。在博蒙特与英格兰王后的外交斡旋失败后，玛格丽特便于4月移师加来与英方谈判，威廉趁机攻占多德雷赫特。当地领主沃尔法特三世·范博尔瑟伦倒戈投诚威廉，导致米德尔堡转投威廉阵营。  

### 荷兰内战
于是，荷兰爆发了一场母子间的内战。威廉的初期攻势集中于肃清钩子派所控制的荷兰城堡。其中罗森堡城堡经激烈围攻于1351年5月21日投降，波拉嫩城堡于同年6月陷落，宾克霍斯特城堡在顽强抵抗后失守，北部的梅登布利克城堡则在3月至4月间遭到了围攻。
1351年5月15日，威廉与乌得勒支最终达成和约以终结自1345年开始的战争，双方承诺驱逐对方境内的敌对势力。但部分钩子派要塞仍负隅顽抗：布雷德罗德城堡坚守至1351年10月23日；波拉嫩的约翰二世控制的旧哈勒姆城堡与海特鲁登贝赫城堡则分别坚持到了1352年，后者的围城战则从1351年12月持续到1352年7月。
同时，玛格丽特之妹菲莉帕的丈夫英格兰国王爱德华三世派舰队支援。1351年5月，玛格丽特的联军在费尔战役中获胜。不久后沃尔法特三世猝死，但玛格丽特并没有从此前的胜利中获取多少优势，米德尔堡仍效忠威廉。

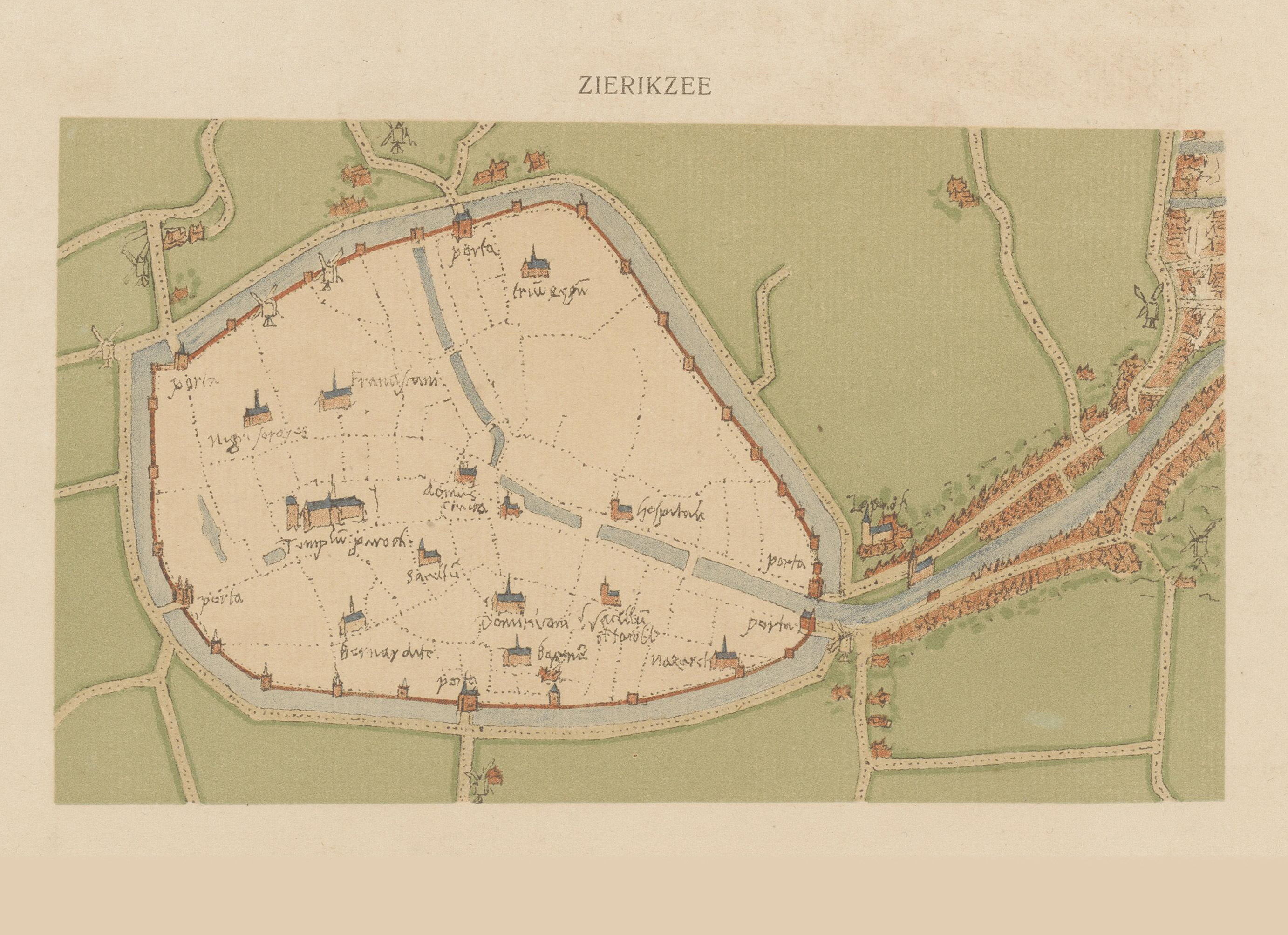
1575年的济泽里克

六周后，钩子派与英军沿马斯河北上，却在1351年7月4日的兹瓦特瓦尔战役中惨败。此战令威廉与鳕鱼派取得决定性胜利，英军统帅和多名钩子派贵族阵亡。此役彻底瓦解了玛格丽特阵营，威廉随即南下围攻济里克泽，该城于10月投降。
1351年12月，玛格丽特将荷兰最后据点（海特鲁登贝赫城堡、费赫特河畔弗里斯兰城堡及海姆斯凯尔克附近的旧哈勒姆城堡）移交爱德华三世，但英王旋即倒戈。1352年2月，威廉迎娶爱德华表妹兰开斯特的莫德，玛格丽特返回埃诺，战事未能重启。  

### 母子和解
1354年12月，玛格丽特与威廉达成协议，该协议规定：威廉可以获得荷兰与泽兰伯爵的头衔、玛格丽特保留埃诺伯爵头衔、威廉需支付巨额款项与年金、双方释放战俘并颁布全面赦免令。1356年7月玛格丽特去世后，威廉完整地继承了荷兰-泽兰-埃诺的三重领地。但这种状态并不长久：1357年末威廉访英归来后突发精神失常，其妻与枢密院召其弟阿尔伯特摄政。威廉被囚禁于海牙，后转移至勒凯努瓦，在软禁中度过余生的31年直至去世。  

## 阿尔布雷希特一世统治期（1358-1404）

### 威廉五世的摄政
1358年2月，巴伐利亚公爵阿尔伯特一世以摄政身份入主荷兰。2月23日，荷兰三级会议正式授予其"鲁瓦德"（ruwaard，摄政）头衔，泽兰诸城随后亦宣誓效忠。这位铁腕统治者一上任便展开政治清洗：撤换肯讷默兰执达吏扬·范布卢门斯坦，改任钩子派元老迪尔克·范布雷德罗德之子雷诺德一世；同时着手改组代尔夫特市政机构，试图瓦解鳕鱼派在该城的统治根基。
然而雷诺德的首次出巡便遭遇危机——他在卡斯特里克姆附近突遭伏击。尽管他侥幸脱险，这一事件却直接引发了长达三个半月的海姆斯凯尔克城堡围城战（1358年12月4日–1359年3月24日）。趁阿尔伯特主力被牵制之际，代尔夫特城悍然反叛，民兵突袭摧毁象征钩子派权力的波拉嫩城堡与宾克霍斯特城堡，一度攻入海牙司法监狱释放政治犯。
面对鳕鱼派的挑衅，阿尔伯特于1359年4月1日亲率大军合围代尔夫特。这座固若金汤的鳕鱼派要塞在坚守十周后终因粮绝请降。根据城下之盟，代尔夫特需拆除城墙、缴纳四万盾罚金，市政议会更须向摄政匍匐请罪。但条约刻意将叛军首领亨德里克·范德沃德等人排除在赦免名单之外。当范德沃德乔装出逃时，终在鹿特丹被擒，血溅刑场。 鳕鱼派残部退守赫斯登城堡展开长达一年的持久抵抗，最终在1360年签订城塞移交协议。根据条款，守军须向摄政宣誓效忠，核心成员则需两年内赴耶路撒冷朝圣赎罪。至此，持续二十余年的荷兰内战暂告平息。1362年，阿尔伯特挥师东进，与海尔德兰公国爆发了短暂的边境冲突。
1372年，关于赫斯登领主权的争议（该地1357年并入荷兰）再度点燃了战火。布拉班特公国宣称对弗利门与恩赫伦拥有主权，其边境领主扬·范德费恩率部焚毁战略要地昂瑟诺特城堡。作为报复，泽兰贵族劫杀布拉班特商队，雷诺德·范布雷德罗德更跨境洗劫圣奥登罗德镇。这场边境拉锯战持续至1374年，最终以战线复位告终。同年荷兰与乌得勒支重启战端，至1375年方息。
1389年，被囚禁长达三十二年的疯伯爵威廉五世在勒凯努瓦城堡离世，阿尔布雷希特随即正式继位为荷兰伯爵。

### 刺杀与冲突升级
1392年钩子派贵族刺杀阿尔伯特一世的情妇阿莱德·范普尔赫斯特及其侍从威廉·库瑟，将内斗推向高潮。这场血案的根源在于赖斯韦克"特霍克"领地的继承权争端——阿尔伯特在迪尔克·德布洛特家族绝嗣后取得该地，转赠予阿莱德，引发迪尔克与菲利普·德布洛特兄弟的复仇。这场私人恩怨最终演变为波及全境的派系清洗。

## 巴伐利亚的雅克利娜和好人菲利普的斗争(1417–1432)

### 雅克利娜的继位（1417–1425年）
1417年，阿尔伯特一世之子威廉六世去世后，荷兰的权力斗争演变为亲勃艮第的鳕鱼派与反勃艮第的钩子派之争。时年16岁的雅克利娜·范贝耶伦作为独女继承爵位，但其统治一开始便遭遇了重大危机：范阿尔克的威廉利用权力真空夺取戈林赫姆，摄政瓦拉芬一世·范布雷德罗德虽收复该城（戈林赫姆围城战，1417年），但雅克利娜过度依赖钩子派的策略却严重削弱了她本就脆弱的统治基础。其叔父列日主教扬·范贝耶伦趁机宣称对荷兰的继承权，并获得大批鳕鱼派势力投效。

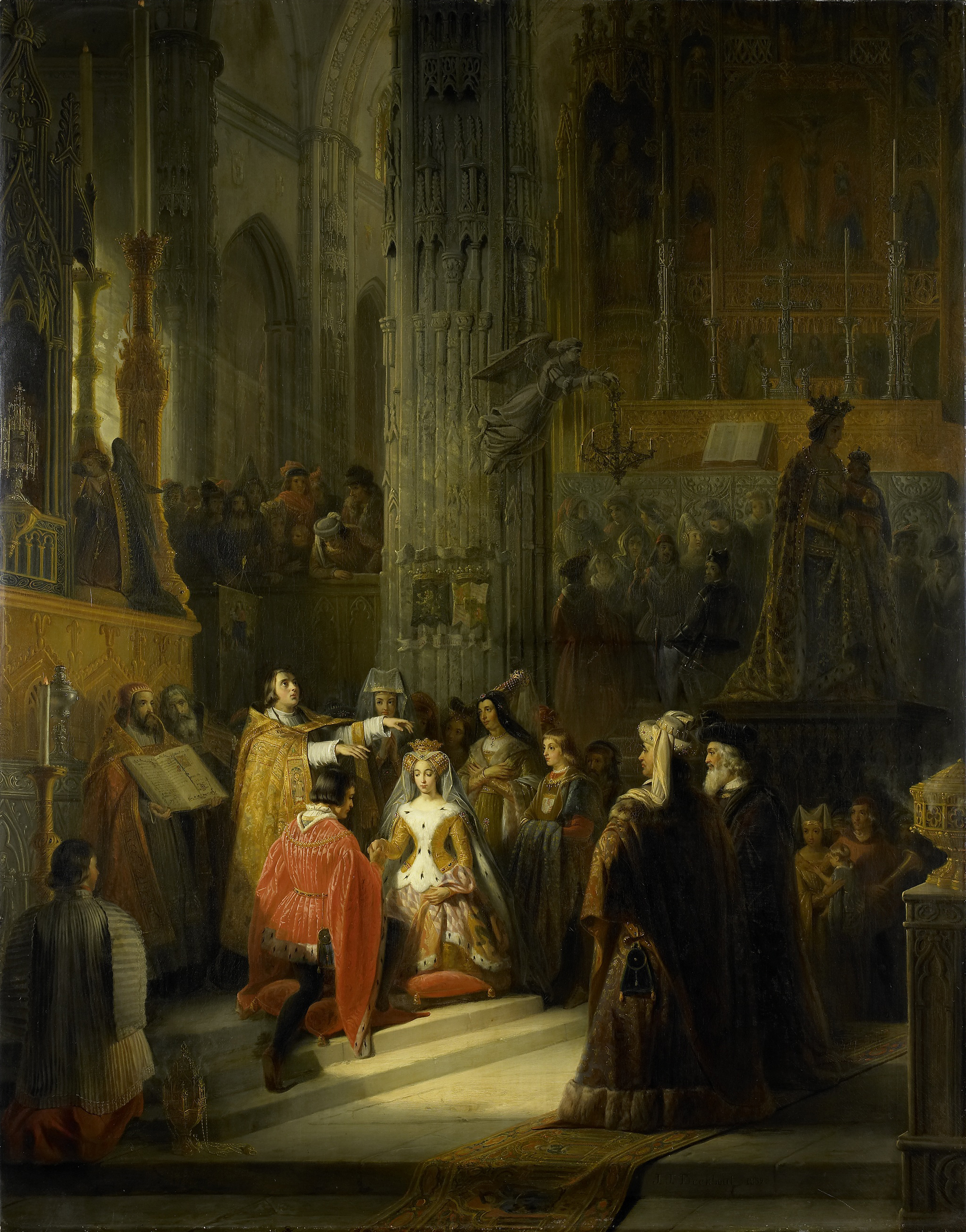
1418年，雅克利娜和扬四世的婚姻

为稳固自己的统治地位，雅克利娜于1418年与远房表亲布拉班特的扬四世联姻。同年6月至8月，这对夫妇围攻多德雷赫特未果。10月，扬·范贝耶伦在鳕鱼派协助下攻陷原属雅克利娜阵营的鹿特丹。1420年，钩子派将领菲利普·范瓦瑟纳尔据守的莱顿城陷落，同年海特鲁登贝赫城堡在迪尔克·范德梅尔韦德抵抗后失守。接连失利迫使雅克利娜于1421年流亡英格兰，并在1423年改嫁英格兰摄政格洛斯特公爵汉弗莱（他是亨利六世时期的英格兰摄政王）。这场联姻的消息震惊各国宫廷。更引人注目的是，传闻她结婚之时已怀有身孕。10月20日，英格兰王室授予其归化许可，确认其格洛斯特公爵夫人地位及后代在英法律权利。为巩固统治合法性，雅克利娜亟需废除与布拉班特扬四世的婚姻。她分别向罗马教宗马丁五世与阿维尼翁对立教宗本笃十三世提请婚姻无效诉讼（当时罗马教廷处在天主教会大分裂），却遭叔父扬三世阻挠。出人意料的是，意图阻止英军入侵的勃艮第公爵菲利普三世竟支持此项废除。
1424年秋，雅克利娜随汉弗莱返回格洛斯特公国，期间经历死产（此为史料记载其唯一妊娠）。同年11月底，夫妇率军进驻蒙斯，12月5日汉弗莱获承认为埃诺、荷兰、泽兰及弗里斯兰的合法伯爵。1425年1月3日，他正式签署文件自称：
"蒙神恩典，我乃国王之子、兄弟与叔父，格洛斯特公爵，埃诺、荷兰、泽兰及彭布罗克伯爵，弗里斯兰领主暨英格兰大司厩"
这标志着英格兰势力进一步介入低地政治（此前百年战争中佛兰德斯已经是英格兰和勃艮第的势力范围，参见德斯潘塞十字军）。

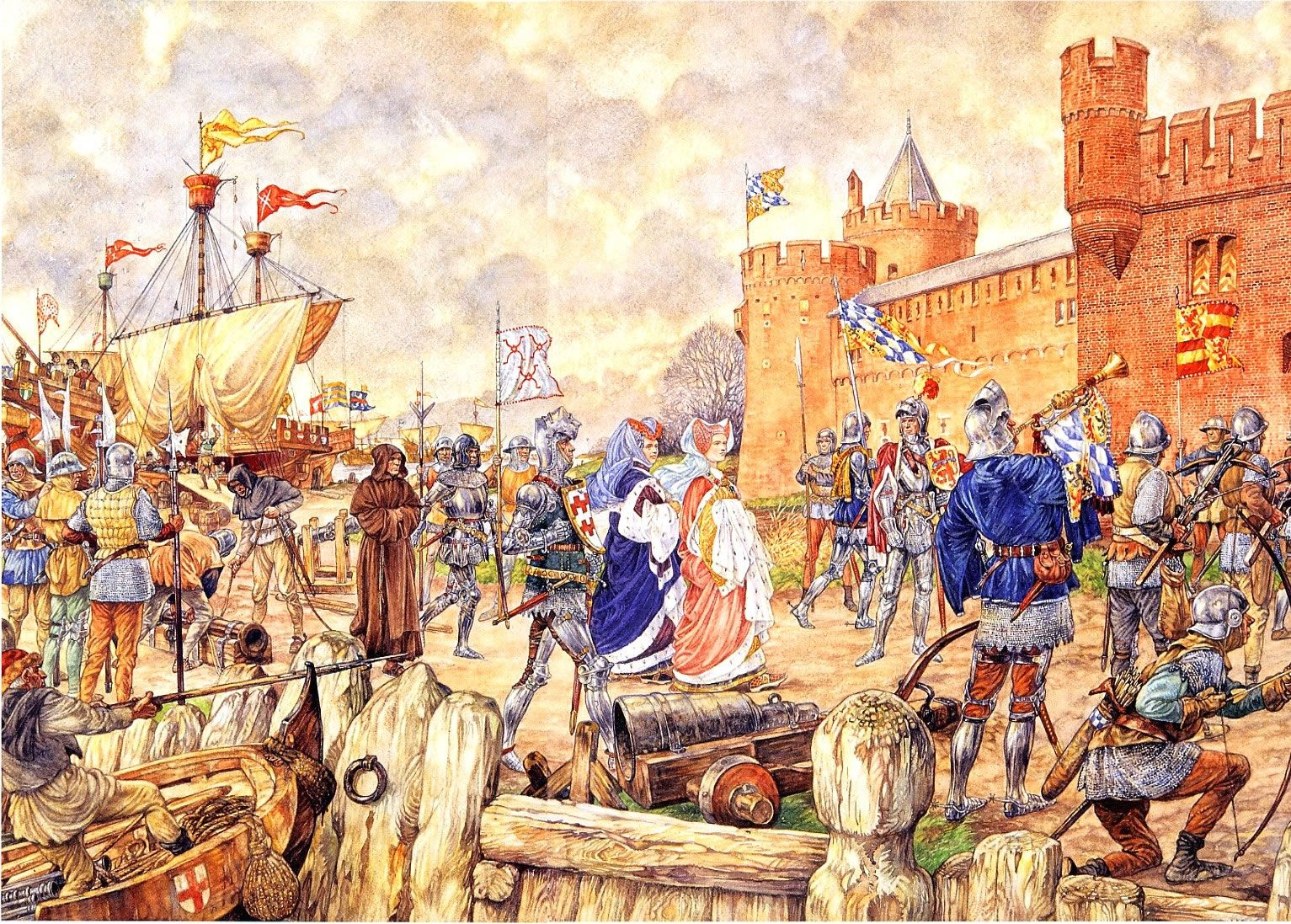
1417年，雅克利娜和约克的玛格丽特在霍尔克姆城前

1425年1月6日其叔父扬三世疑遭毒杀身亡，于是布拉班特的扬四世联合勃艮第菲利普三世再度索要荷兰-泽兰摄政权。雅克利娜女扮男装逃出根特囚禁，辗转至斯洪霍芬与豪达寻求钩子派庇护。此时前夫扬四世竟质疑其继承权，迫使汉弗莱有限度军事介入——此举严重破坏百年战争中英勃同盟。教宗马丁五世更于1426年裁定雅克利娜与扬四世婚姻仍具效力，其与汉弗莱结合属非法（尽管扬四世已于此前一年去世）。 

### 最终对决（1425–1428年）

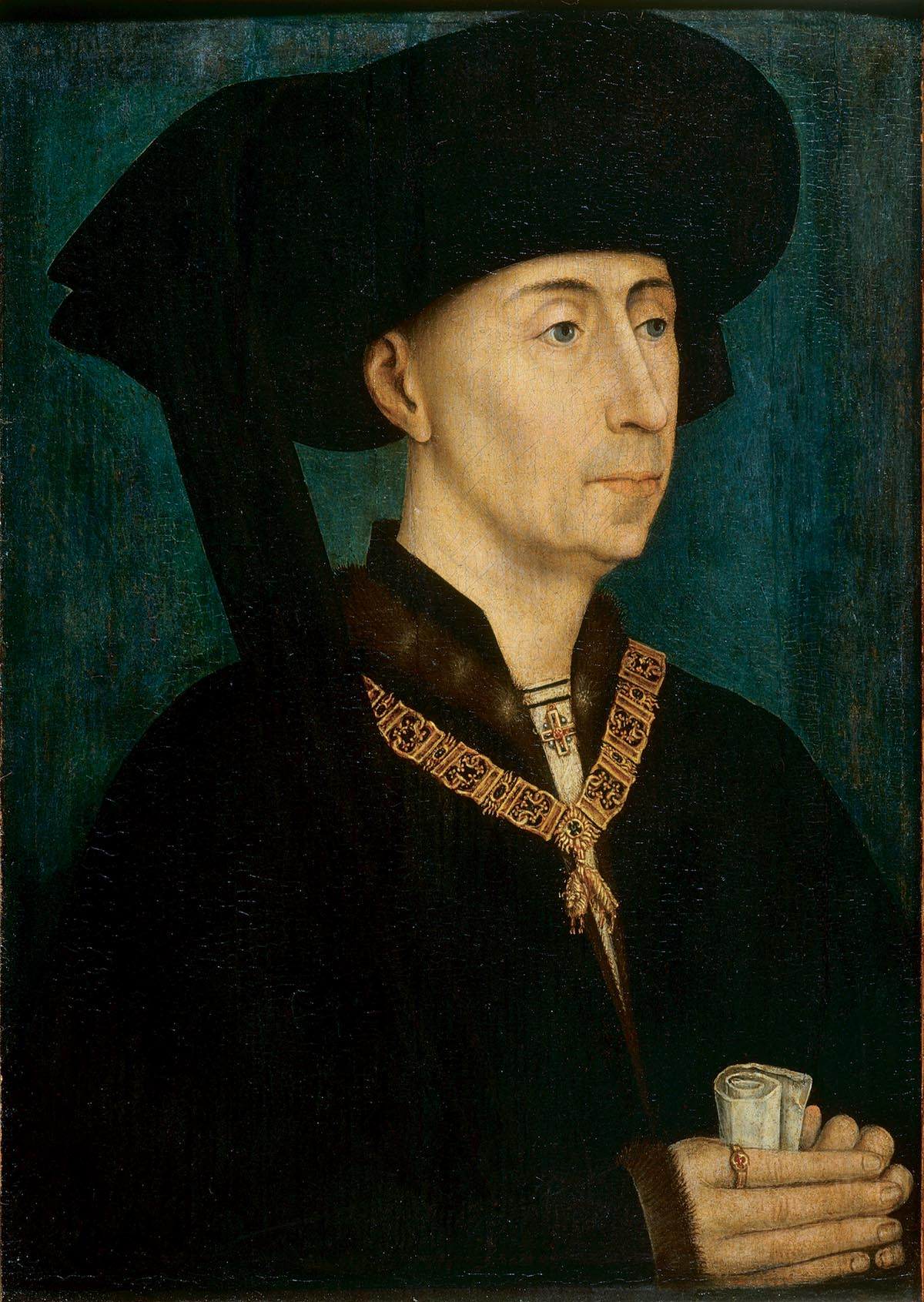
勃艮第公爵好人菲利普

1425年，雅克利娜在扬四世发动的贝亨围城战中被俘，囚禁于根特的伯爵城堡。同年8月，她在阿拉德·斯皮林与迪尔克·范德梅尔韦德的协助下成功越狱，经安特卫普逃往武德里赫姆与斯洪霍芬，并依托钩子派支持建立斯洪霍芬-豪达-奥德瓦特三地组成的防御三角区。并在阿尔芬战役中重创菲利普三世的威望。
二人斗争的最终转折点是1426年1月的布劳沃斯港战役，此战中雅克利娜遭遇了决定性的失败，其丈夫格洛斯特公爵的军事支援也就此断绝。同年，北荷兰局势剧变：4月份的豪达保卫战迫使菲利普放弃哈勒姆围城，但雅克利娜处决霍伦市长之子扬·克鲁伊夫的暴行，导致霍伦倒向勃艮第。肯讷默兰的贵族们试图镇压霍伦的叛变，却在8月22日的霍伦战役中被菲利普的阿姆斯特丹援军击溃于北门。菲利普乘势进攻北荷兰，于是西弗里斯兰与瓦特兰诸城相继归附，自此，北荷兰全境被纳入勃艮第版图。雅克利娜只能被迫退守豪达。

好人菲利普时期勃艮第公国领土的变化

1428年5月，勃艮第大军压境豪达。7月3日，走投无路的雅克利娜与菲利普三世签订代尔夫特和解协议。该条约实质上宣告了雅克利娜的政治生命终结：她可以保留伯爵头衔但须放弃所有实权，荷兰与泽兰正式成为勃艮第公国的附庸。该协议同时规定雅克利娜未经菲利普许可不得再婚，彻底断绝其通过联姻翻盘的可能。然而雅克利娜的财政状况却急剧恶化，仅靠微薄年金难以维持宫廷运转。而菲利普并未因条约止步——他通过收买其盟友或制造离间，逐步瓦解雅克利娜的残余势力。最终在1433年复活节，雅克利娜"自愿"签署海牙和约，将全部领地与头衔转让菲利普，自己仅保留泽兰数处庄园的年金收益维持生活。

## 乌德勒支内乱（1481-1483年）
1430至1450年间的乌德勒支主教区相对平静，但在此之后各派系却逐渐萌芽并暗流涌动。菲利普三世与鳕鱼派联手于1456年使私生子大卫·范勃艮第获教宗任命为主教，取代原本受上斯塔特诸城及乌得勒支主教团支持的吉斯布雷赫特·范布雷德罗德。此举导致了1456年的代芬特尔围城战及1456-1458年第一次乌得勒支内战，最终大卫主教将布雷德罗德的兄弟雷纳德二世与吉斯布雷赫特囚禁在了他的杜尔斯特德城堡。

1350年的乌德勒支主教区

1481-1483年第二次乌得勒支内战期间，扬三世·范蒙福特率众反叛，并获克莱沃公爵约翰二世支持——后者力推其弟恩格尔布雷希特·范克莱沃角逐主教之位。荷兰-泽兰执政官茹斯特·范拉兰出兵支持大卫主教，1483年奥地利的马克西米利安率军攻陷乌得勒支（此时哈布斯堡家族已入主勃艮第和尼德兰），确保大卫保住其权位。

## 法国乡绅战争（1488-1490年）
1482年勃艮第的玛丽去世后，钩子派拒绝承认其夫马克西米利安担任尼德兰执政。1488年，钩子派贵族三人委员会（瓦拉芬二世·范布雷德罗德、扬·范纳尔德韦克与兹韦德·范蒙福特）推举弗朗斯·范布雷德罗德（史称"法国乡绅"，Jonker Fransenoorlog）为领袖。弗朗斯于1488年攻占鹿特丹，试图夺取代尔夫特、豪达与斯希丹未果，期间得到格尔德兰名将雷尼尔·范布罗克赫伊森支援。1490年弗朗斯被俘后不久身亡，标志着钩子派抵抗运动的终结，也象征着钩子与鳕鱼战争的最终结束。